# Przedsiębiorstwo Komunikacji Samochodowej w Gliwicach
Przedsiębiorstwo Komunikacji Samochodowej Spółka z o.o. w Gliwicach (PKS Gliwice) – funkcjonujący do 2013 roku przewoźnik drogowy z siedzibą w Gliwicach.

## Rys historyczny

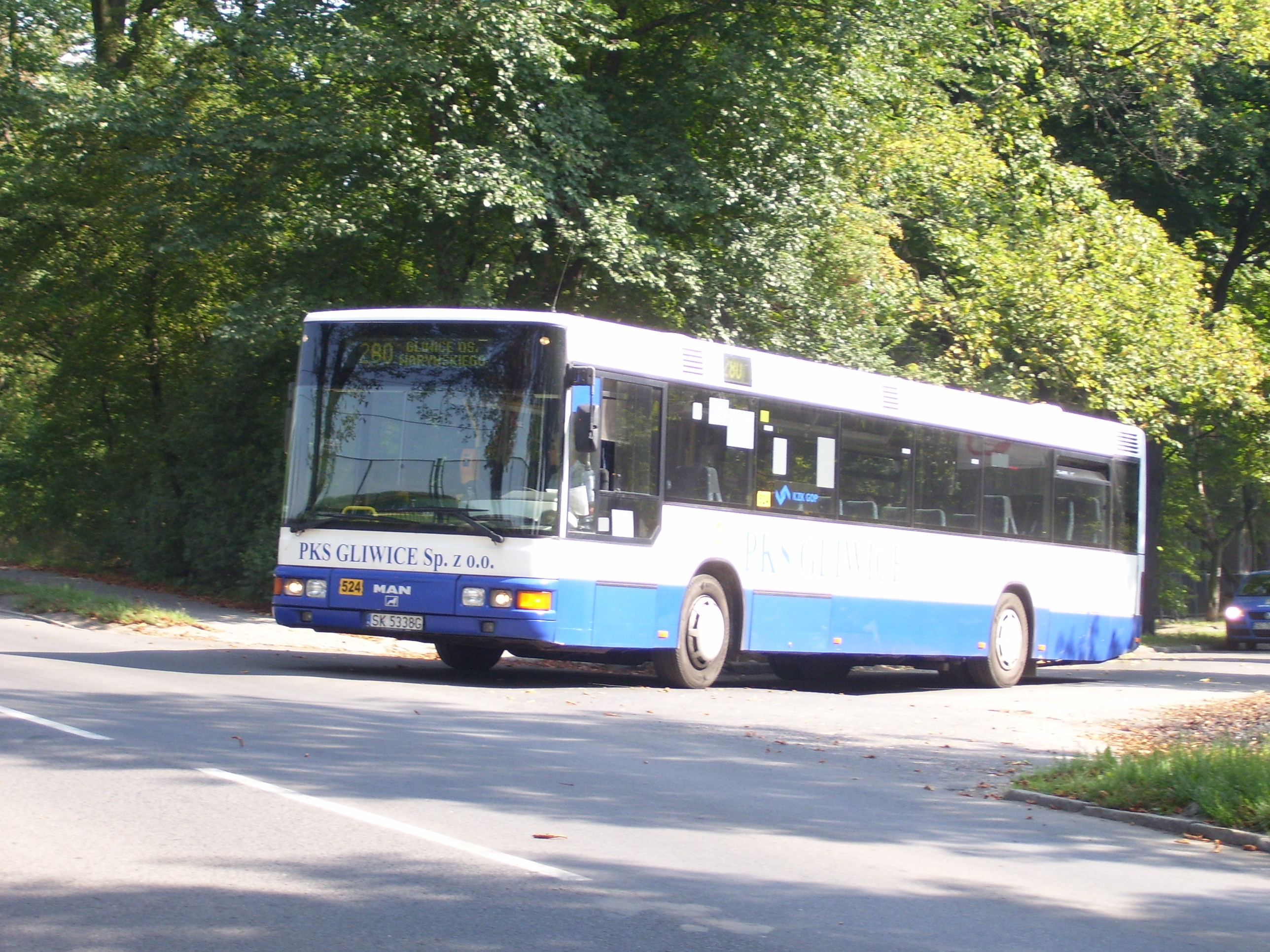
Autobus PKS Gliwice linii nr 280 na początku trasy (Biskupice Zamkowa)

Przedsiębiorstwo powstało w wyniku komercjalizacji, a następnie prywatyzacji istniejących w Gliwicach od 1945 roku struktur dawnej Państwowej Komunikacji Samochodowej. W 2001 roku przedsiębiorstwo sprywatyzowano na rzecz Transhand Słubice oraz PKS Żary. W grudniu 2003 roku PKS Żary odkupiło udziały spółki Transhand i stało się właścicielem 90% udziałów PKS Gliwice.
W 2013 roku dokonano fuzji PKS Gliwice z PKS Żary. Przewozy pasażerskie wraz z taborem przekazano do spółki zależnej pod nazwą Feniks V, należącej do PKS Żary.
Przedsiębiorstwo w przewozie osób obsługiwało między innymi autobusowe linie dalekobieżne, linie regionalne, głównie na terenie powiatu gliwickiego oraz linie komunikacji miejskiej w ramach publicznego transportu zbiorowego na zlecenie KZK GOP.
Przedsiębiorstwo prowadziło również spedycję krajową i międzynarodową, z przerwą w latach 1999–2003.